# Archicofradía de Nuestro Padre Jesús Nazareno de Medinaceli (Ciudad Real)

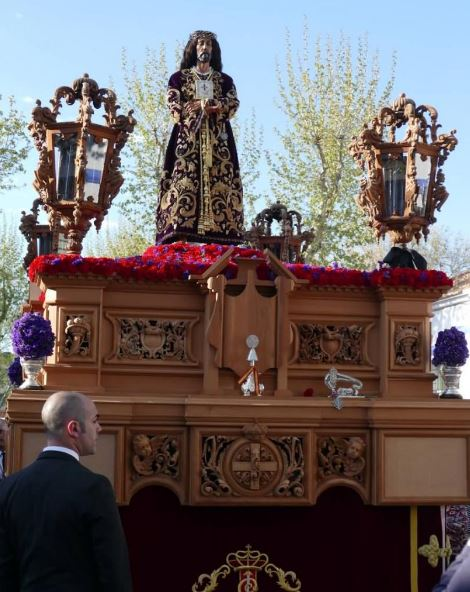
Ntro. Padre Jesús de Medinaceli tras la salida (2017)

El título completo de esta Cofradía es Archicofradía de la Real e Ilustre Esclavitud de Nuestro Padre Jesús Nazareno de Medinaceli, conocida popularmente como "Medinaceli". Pertenece a la parroquia de Nuestra Señor del Pilar y procesiona el Martes Santo por la tarde.

## Historia
Fue fundada en 1949, por el artista local José Mur Escolá, pero la imagen del Cristo no llegó a Ciudad Real hasta el 1 de noviembre de 1950, día en el que fue bendecido el Cristo por el Obispo D. Emeterio Echeverría.
En un principio la Junta fundacional tenía un acuerdo con el Padre Castro párroco de Santiago para que la hermandad fuera erigida canónicamente en la parroquia. Finalmente no fue así y se establecieron conversaciones con distintas iglesias de la capital no dando ninguna el visto bueno. Por este motivo, la Imagen estuvo expuesta durante un periodo de tiempo en el escaparate de la casa de artículos religiosos Mur. En 1952, el reverendo Felipe Lanza Rodríguez, párroco de la Iglesia del Pilar acogió a la imagen de Jesús de Medinaceli. De este modo, fue aprobada canónicamente el 22 de agosto de 1952, y procesionó por primera vez el 31 de marzo, Martes Santo, de 1953 desde la parroquia del Pilar de Ciudad Real. Su primer Hermano Mayor fue don José Luis Mur Sedeño.
Desde los años 50 y hasta los 80 se realizaba un desfile procesional de forma extraordinaria con las mujeres de la hermandad. Este desfile se llevaba a cabo el primer fin de semana del mes de marzo.
En el año  1964 se crea la sección infantil de la hermandad, a la que solo podían pertenecer los niños menores de catorce años, y en 1965 la hermandad adquiere la imagen del Stmo. niño del Remedio, obra de Faustino Sanz Herranz.
En los años en los la hermandad no pudo procesionar el Martes Santo por causa de la lluvia lo hizo el Miércoles Santo más concretamente en los años 1954, 1962 y 1963.
La imagen del Señor siempre ha ido sobre ruedas hasta el año 1999, que el paso fue ampliado para que fuera portado a costal por una cuadrilla de treinta y cinco costaleros. dándose la peculiaridad de que está formada por hombres y mujeres hermanos de la hermandad.
La Hermandad ha mantenido desde su fundación una estrecha relación con la archicofradía matriz de Madrid. En la actualidad en el mes de octubre se realiza una peregrinación a Madrid, celebrándose una misa en la basílica de Jesús de Medinaceli donde se celebra el tradicional besapiés.
La archicofradía matriz devuelve la visita todos los martes Santo oficiando una misa y participando en el desfile procesional.
En los años 70 la cofradía creó la banda de cornetas y tambores Ntro. Padre Jesús de Medinaceli.

## Imágenes Titulares
La imagen de Jesús de Medinaceli se debe al taller de escultura de Rabasa-Royo. Es una Imagen es de vestir y aunque tiene el pelo tallado lleva peluca de pelo natural, ya que se asemeja al original de Madrid que es la hermandad matriz. Es una talla realizada de pino melis policromada y mide 1,80 cm. 
Lleva escapulario de los esclavos de la hermandad, en el pecho luce la cruz trinitaria y en la espalda la S y el clavo tanto el escapulario y los cordones son obra de Francisco Franco de Coria del Río.
Viste túnica de terciopelo bordada en oro por las Religiosas Adoratrices de Ciudad Real en 1960. En el 2005 se confeccionó otra túnica de terciopelo morada sin bordados. Además de la corona de espinas de plata sobredorada tiene otra para la cuaresma, y dos juegos de cordones de oro con dos escapularios- Va sobre canastilla estilo levantino en pan de oro.

## Escudo de la Cofradía
Está inspirado en el escudo de la Orden de la Merced y se compone de dos cuerpos: el cuerpo superior contiene una corona de espinas atravesada por una caña. El otro cuerpo contiene una jarra con cinco azucenas, que representan la pureza de la Virgen.

## Túnica de la Cofradía
Esta Cofradía decidió sustituir en 2010 su antigua túnica de penitencia. La nueva se asemeja a la antigua y consta de túnica de sarfa dorada ceñida por un fajín morado. Así mismo el capillo es de sarga morada, llevando el escudo de la Hermandad bordado en el babero de este. Calzan zapato negro y portan cirio morado.

## Procesión del Martes Santo
Salida Virgen de La Blanca (19:00),  Virgen de Begoña, Carretera de Carrión (19:15), Mata (19:25), Alonso Quijano, Libertad (19:45), Juan de Ávila (19:55h), Felipe II (20:10), Cañas (20:15), Plaza de las Terreras (20:20), Lirio, Norte (20:40), Plaza de Santiago (21:00), Ángel, Jacinto (21:35), Toledo (22:10), Plaza de la Merced, Pasaje de la Merced (22:25), Caballeros, Camarín, Paseo del Prado (22:50), Mercado Viejo, Plaza Mayor (23:25), Cuchillería, Lanza (0:30), Mata (0:50), Carretera de Carrión, Virgen de Begoña, Entrada (01:30).